# Westies

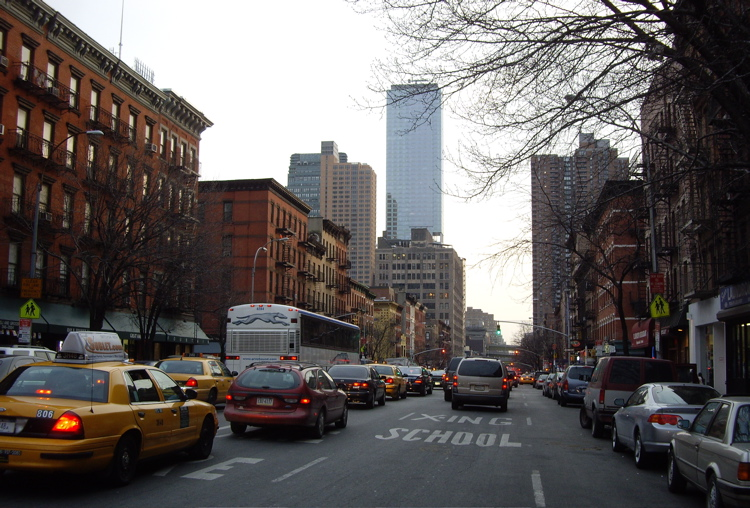
Hell's Kitechen, tra la 9° e la 49° strada.

I Westies erano una gang criminale organizzata irlandese-americana attiva a New York, coinvolta in racket, traffico di droga e omicidi su commissione. Operavano principalmente nel quartiere di Hell's Kitchen, a Manhattan, e avevano strette collaborazioni con la Mafia italo-americana. Secondo lo scrittore specializzato in cronaca nera T.J. English:
Pur non avendo mai contato più di dodici o venti membri - a seconda di chi fosse in carcere in un dato momento - i Westies sono diventati il simbolo dell’ultima generazione di irlandesi nel luogo d’origine della malavita irlandese.
Secondo la Squadra Crimine Organizzato della polizia di New York e l'FBI, la banda sarebbe stata responsabile di 60-100 omicidi tra il 1968 e il 1986. Tuttavia, esercitavano un’influenza sindacale piuttosto limitata, circoscritta ad alcune organizzazioni come l'International Association of Machinists and Aerospace Workers e la Sheet Metal Workers' International Association, alle quali erano affiliati membri come Tom Devaney e Dominick Montiglio.

## Storia

### Gli anni di Spillane
All’inizio degli anni ’60, Mickey Spillane colmò il vuoto di potere che si era creato a Hell’s Kitchen dopo che, nei primi anni ’50, molti capi gang avevano abbandonato la zona per sfuggire a procedimenti giudiziari. In quel periodo, il controllo del quartiere era in mano a Hughie Mulligan, un malavitoso del Queens. Spillane, originario di Hell’s Kitchen, fu inizialmente il suo protetto, fino a prenderne il posto alla guida del racket locale.
Spillane cercò di guadagnarsi il favore del quartiere con gesti pubblici: mandava fiori ai vicini ricoverati in ospedale e distribuiva tacchini alle famiglie bisognose durante il Giorno del Ringraziamento. Dietro questa facciata di generosità, però, gestiva un vasto impero di gioco d’azzardo - tra cui scommesse e lotterie clandestine - oltre a essere coinvolto nell’usura. L’usura portava inevitabilmente a episodi di violenza, e Spillane aveva anche precedenti per furto con scasso. Tuttavia, una delle sue attività più temerarie era il cosiddetto snatch racket: il rapimento di imprenditori locali o membri di altre organizzazioni criminali per ottenere riscatti.
La sua posizione si rafforzò ulteriormente grazie al matrimonio con Maureen McManus, figlia della potente famiglia McManus, che controllava il Midtown Democratic Club fin dal 1905. Questa alleanza tra potere politico e crimine organizzato permise alla gang di Spillane di esercitare maggiore controllo sui posti di lavoro sindacalizzati e sul racket del lavoro, spostando le proprie attività dal declinante lungomare verso settori più redditizi, come l’edilizia e i servizi nei grandi centri eventi della città: il New York Coliseum, il Madison Square Garden e, più tardi, il Jacob K. Javits Convention Center.

### La guerra italo-irlandese degli anni '70
Negli anni Settanta, la mafia irlandese si trovò sotto crescente pressione da parte della Mafia italo-americana, in particolare dalla potente famiglia Genovese, che mirava a ottenere il controllo del futuro Jacob K. Javits Convention Center. Poiché il centro congressi sarebbe sorto nel cuore di Hell’s Kitchen, territorio di Mickey Spillane, quest’ultimo si oppose fermamente all'ingerenza italiana. Nonostante la schiacciante superiorità numerica dei mafiosi italo-americani, Spillane riuscì a mantenere il controllo sia su Hell’s Kitchen sia sull’appalto del centro congressi.

### La guerra tra Spillane e Coonan
Il conflitto tra Mickey Spillane e Jimmy Coonan ebbe origine da un episodio personale e violento: Coonan, all’epoca diciottenne, giurò vendetta contro Spillane dopo che quest’ultimo aveva fatto rapire e picchiare brutalmente suo padre. L’umiliazione subita spinse il giovane Coonan a reagire in modo clamoroso. Nel 1966, salì sul tetto di un palazzo di Hell’s Kitchen e aprì il fuoco con una mitragliatrice contro Spillane e i suoi uomini. Nessuno rimase ferito, ma il gesto fece capire a Spillane che quel ragazzo rappresentava una minaccia reale.
In risposta, Spillane si recò personalmente dal padre di Coonan, lo schiaffeggiò e lo minacciò, ordinandogli di tenere a freno il figlio. Poco dopo, Jimmy Coonan fu arrestato con accuse di omicidio e rapimento, che vennero successivamente ridotte a omicidio colposo di classe C. Dopo un breve periodo di detenzione, fu rilasciato alla fine del 1971 e riprese immediatamente la sua guerra contro la gang di Spillane, determinato a strapparle il controllo del West Side di Manhattan.

### La famiglia Genovese
Hell’s Kitchen non era più un luogo sicuro per Mickey Spillane e la sua famiglia, costringendolo a trasferirsi nel quartiere operaio irlandese di Woodside, nel Queens. La sua assenza segnò l’inizio del declino del suo controllo sui racket locali. Jimmy Coonan colse l’occasione per affermarsi come nuovo padrone del quartiere, anche se per alcuni Spillane continuava a essere il vero boss. Perfino all'interno della Commissione mafiosa di New York, Spillane era ancora considerato il capo della mafia irlandese del West Side, il che significava che il cantiere del Javits Convention Center, in teoria, restava sotto la sua influenza.
Anthony “Fat Tony” Salerno, un esponente di spicco della famiglia mafiosa Genovese, voleva quel cantiere per sé. Per ottenerlo, strinse un accordo con Coonan: se questi fosse diventato ufficialmente il nuovo capo, Salerno avrebbe preso il controllo dei lavori di costruzione, lasciando però una parte dei profitti a Coonan. Salerno si rivolse quindi a Joseph "Mad Dog" Sullivan, sicario freelance e affiliato alla famiglia criminale di Buffalo, per eliminare i tre principali sostenitori di Spillane ancora attivi a Hell’s Kitchen: Tom Devaney, Tom Kapatos ed Edward Cummiskey. Quest’ultimo, però, aveva già cambiato schieramento, unendosi a Coonan dopo che insieme avevano ucciso e smembrato Patrick "Paddy" Dugan, colpevole di aver assassinato il migliore amico di Cummiskey. Tuttavia, né Salerno né Sullivan erano a conoscenza di questo cambio di alleanza.
Devaney e Cummiskey furono uccisi alla fine del 1976, mentre Kapatos fu eliminato nel gennaio del 1977. Con questi omicidi, Spillane era ormai fuori gioco e Coonan divenne l’indiscusso padrone di Hell’s Kitchen. Nonostante ciò, si ritenne che Spillane dovesse comunque essere eliminato. L'incarico fu affidato a Roy DeMeo, un sicario della famiglia Gambino, che eseguì il delitto come favore personale a Coonan. Mickey Featherstone, uno degli uomini di Coonan, fu processato per l'omicidio di Spillane, ma fu assolto.

### Coonan e Featherstone
Alla fine degli anni ’70, Jimmy Coonan consolidò l’alleanza tra i Westies e la potente famiglia mafiosa dei Gambino, allora guidata da Paul Castellano. Il contatto principale di Coonan era Roy DeMeo, uno dei killer più temuti della famiglia. Nel 1979, sia Coonan che il suo braccio destro Mickey Featherstone furono assolti dall’accusa di omicidio del barista Harold Whitehead. Un altro esponente di spicco dei Westies, il feroce esecutore James McElroy, fu assolto nel 1980 per l'omicidio di un sindacalista dei Teamsters.
Nonostante l’arresto di entrambi i leader nel 1980 - Coonan per possesso illegale di armi e Featherstone per reati federali legati alla contraffazione - le attività criminali della gang continuarono indisturbate sulla West Side: gioco d’azzardo, usura e racket sindacale erano ancora fiorenti. Dopo l’uccisione di Roy DeMeo, i contatti di Coonan con i Gambino passarono nelle mani di Daniel Marino, un caporegime di Brooklyn. In seguito, Coonan cominciò a trattare direttamente con John Gotti, che prese il controllo dei Gambino dopo l’assassinio di Castellano nel dicembre 1985. Gotti nominò Joe Watts come intermediario ufficiale tra la sua organizzazione e i Westies. A volte, i Westies venivano utilizzati come squadra di sicari su commissione per conto dei Gambino.
Nel 1986, Featherstone fu condannato per omicidio, ma iniziò a collaborare con le autorità, convinto che il resto della gang lo avesse incastrato. Con l’aiuto della moglie Sissy, fornì informazioni cruciali e contribuì alla registrazione di conversazioni compromettenti. Grazie a queste prove, il pubblico ministero che aveva ottenuto la condanna ammise che nuove indagini avevano dimostrato l’innocenza di Featherstone. La sentenza fu quindi annullata. La collaborazione dei coniugi Featherstone portò subito dopo all’arresto di Coonan e di altri membri dei Westies con accuse statali per omicidi e altri reati. Poco dopo, il procuratore federale Rudolph Giuliani annunciò un'imponente incriminazione basata sulla legge RICO, che accusava Coonan e altri membri del gruppo di attività criminali continuative risalenti a vent’anni prima. Featherstone testimoniò in aula per quattro settimane nel processo iniziato a settembre 1987, che si concluse nel 1988 con pesanti condanne. Coonan fu condannato a sessant’anni di carcere per vari capi d’imputazione. Anche altri membri di spicco della gang subirono pene dure: James McElroy ricevette 60 anni, mentre Richard "Mugsy" Ritter, un criminale abituale, fu condannato a 40 anni per usura e reati legati alla droga.

### L’era “Yugo”
All’inizio degli anni ’90, Hell’s Kitchen stava attraversando una profonda trasformazione. La storica comunità operaia irlandese-americana, che per decenni aveva costituito il cuore del quartiere, veniva gradualmente sostituita da residenti più benestanti e di origini etniche diverse. Con questo cambiamento sociale e culturale, si registrò anche una diminuzione dei crimini di strada e un ricambio nella leadership del crimine organizzato.
In questo nuovo scenario emerse Boško Radonjić, un nazionalista serbo-americano con un passato da attivista anticomunista. Aveva iniziato la sua carriera nei Westies nel 1983 come affiliato di basso livello sotto Jimmy Coonan. Quando l’allora capo, Kelly, si diede alla fuga, Radonjić ne prese il posto, assumendo la guida della banda. Ebbe inoltre un ruolo chiave nel pilotare il processo per racket del 1986 che vide imputato John Gotti, boss della famiglia Gambino.
Nel 1992, Radonjić fuggì dagli Stati Uniti per evitare un'accusa di corruzione di giurati. Fu arrestato nel 1999 durante uno scalo a Miami dalle autorità doganali statunitensi, ma venne rilasciato poiché il testimone principale dell’accusa, Sammy “The Bull” Gravano, fu ritenuto inaffidabile. Radonjić fece quindi ritorno nella sua Serbia natale, dove gestì un casinò e un nightclub fino alla sua morte, avvenuta nel 2011 per motivi di salute.
Sempre nel 1992, un uomo di nome Brian Bentley venne identificato come membro dei Westies e coinvolto in una rete di furti con scasso che avrebbe colpito oltre mille attività commerciali a Manhattan. Quando Michael G. Cherkasky, capo della divisione investigativa dell’ufficio del procuratore distrettuale, fu interrogato su quanto restasse ancora della banda dei Westies, rispose: «Troppo» e aggiunse che «non è finita» - lasciando intendere che, nonostante i cambiamenti, l’influenza della gang era tutt’altro che scomparsa.

### Il XXI secolo
Per quasi vent’anni dopo la fine delle cosiddetta “era Yugo”, i Westies sembravano scomparsi dal panorama criminale newyorkese, tanto che non si parlava più né delle loro attività né della loro stessa esistenza. Tuttavia, nel 2012 il New York Post riportò che la gang sarebbe riemersa sotto la guida di John Bokun, arrestato insieme ad alcuni complici per traffico di marijuana negli Stati Uniti.
Il New York Times, però, precisò che Bokun - pur essendo nipote di ex membri storici dei Westies - non aveva legami diretti con alcun gruppo che operasse ancora sotto quel nome. In realtà, come ha sottolineato lo scrittore T.J. English, il termine "Westies" fu coniato dai media a metà degli anni ’80 per identificare la banda, ma i membri dell’organizzazione non si sono mai identificati con quel nome, né lo hanno mai usato tra loro.
Così, anche se sporadicamente riemergono individui legati alla vecchia tradizione criminale di Hell’s Kitchen, l’identità dei “Westies” rimane più una costruzione giornalistica che una vera e propria organizzazione ancora attiva.